# Institut de la Família Doctor Pedro Herrero
L'Institut de la Família Doctor Pedro Herrero (també conegut com a Institut Alacantí de la Família, abreujat IAF) és un organisme autònom local, adscrit a la Diputació d'Alacant, dedicat a l'estudi i tractament de les famílies, dels nuclis familiars, independentment de la seua composició (parental, monoparental, extensa, etc.), sense tindre en compte la condició sexual dels seus membres, ni la composició formal del nucli familiar, i de qualsevol altre sistema compost per elements humans, així com el desenvolupament de programes destinats a donar suport a col·lectius professionals en tasques relacionades amb els fins de l'Institut, ja siguen programes d'abast local, comunitari, nacional, europeu o internacional.